# Gardiner (Maine)
Gardiner ist eine City im Kennebec County des Bundesstaates Maine in den Vereinigten Staaten. Im Jahr 2020 lebten dort 5961 Einwohner in 2810 Haushalten auf einer Fläche von 43,0 km².

## Geografie
Nach dem United States Census Bureau hat Gardiner eine Gesamtfläche von 42,92 km², von denen 40,53 km² Land sind und 2,38 km² aus Gewässern bestehen.

### Geografische Lage
Gardiner liegt am Zusammenfluss des Cobbosseecontee Stream mit dem schiffbaren Kennebec River, zentral im Süden des Kennebec Countys. Im Süden grenzt das Sagadahoc County an. Auf dem Gebiet der City gibt es keine größeren Seen, die Oberfläche ist eben, ohne nennenswerte Erhebungen.

### Nachbargemeinden
Alle Entfernungen sind als Luftlinien zwischen den offiziellen Koordinaten der Orte aus der Volkszählung 2010 angegeben.
- Norden: Farmingdale, 4,5 km
- Nordosten: Chelsea, 8,0 km
- Osten: Pittston, 10,0 km
- Süden: Richmond, Sagadahoc County, 5,0 km
- Südwesten: Litchfield, 15,7 km
- Westen: West Gardiner, 9,2 km

### Stadtgliederung
In Gardiner gibt es mehrere Siedlungsgebiete: Bookertown, Gardiner (ehemals Cobbosseecontee), Lawrence Mills (ehemalige Eisenbahnstation), Libby Hill und South Gardiner.

## Klima
Die mittlere Durchschnittstemperatur in Gardiner liegt zwischen −7,8 °C (18° Fahrenheit) im Januar und 20,6 °C (69° Fahrenheit) im Juli. Damit ist der Ort gegenüber dem langjährigen Mittel der USA um etwa 6 Grad kühler. Die Schneefälle zwischen Oktober und Mai liegen mit bis zu zweieinhalb Metern mehr als doppelt so hoch wie die mittlere Schneehöhe in den USA; die tägliche Sonnenscheindauer liegt am unteren Rand des Wertespektrums der USA.

## Geschichte
Ursprünglich wurde das Gebiet von den Kennebec besiedelt. Im Jahr 1729 erhielt William Bradford aus der New Plymouth-Kolonie einen Grant für dieses Gebiet. Dieser wurde später widerrufen und Dr. Sylvester Gardiner aus South Kingstown, Rhode Island erwarb einen Großteil dieses Gebietes. Ihm gehörten etwa 100.000 acre (etwa 40.468,564 ha). Gardiner wurde 1754 als Gardinerston Plantation gegründet. Zuvor gehörte es zu Pittston.
Gardiner errichtete am Cobbossee River ein Sägewerk, Wollmühlen, eine Kali-Fabrik und eine Schrotmühle. Weitere Siedler erreichten das Gebiet und im Jahr 1803 wurde die Town Gardiner gegründet. Im Jahr 1826 erreichte das erste Dampfschiff auf dem Kennebec River Gardiner. Durch die Dampfschifffahrt konnte der Handel mit Boston und anderen großen Städten aufgenommen werden. Die Siedlung wuchs, der Oak Grove Cemetery wurde im Jahr 1844 fertiggestellt, die erste telegraphische Depesche erreichte im Jahr 1850 Gardiner und die erste Eisenbahn im Jahr 1851. Schiffbau und Handel wurden weitere Wirtschaftszweige und im Jahr 1849 wurde Gardiner zu einer City. Nach dem Anschluss an die Eisenbahnstrecke Portland – Kennebec im Jahr 1851 wuchs die City weiter und Papierfabriken und mehrere Schuh- und Lederfabriken sicherten zusammen mit den Papierfabriken eine solide wirtschaftliche Grundlage bis zum Zweiten Weltkrieg. Danach entstanden anstelle der Mühlen moderne Industrien.
Im 21. Jahrhundert wandelte sich die Innenstadt von Gardiner. Kleiner Einzelhandel und Dienstleistungen bestimmen heute das Stadtbild.

### Einwohnerentwicklung
| Volkszählungsergebnisse – City of Gardiner, Maine | Volkszählungsergebnisse – City of Gardiner, Maine | Volkszählungsergebnisse – City of Gardiner, Maine | Volkszählungsergebnisse – City of Gardiner, Maine | Volkszählungsergebnisse – City of Gardiner, Maine | Volkszählungsergebnisse – City of Gardiner, Maine | Volkszählungsergebnisse – City of Gardiner, Maine | Volkszählungsergebnisse – City of Gardiner, Maine | Volkszählungsergebnisse – City of Gardiner, Maine | Volkszählungsergebnisse – City of Gardiner, Maine | Volkszählungsergebnisse – City of Gardiner, Maine |
| Jahr                                              | 1800                                              | 1810                                              | 1820                                              | 1830                                              | 1840                                              | 1850                                              | 1860                                              | 1870                                              | 1880                                              | 1890                                              |
| ------------------------------------------------- | ------------------------------------------------- | ------------------------------------------------- | ------------------------------------------------- | ------------------------------------------------- | ------------------------------------------------- | ------------------------------------------------- | ------------------------------------------------- | ------------------------------------------------- | ------------------------------------------------- | ------------------------------------------------- |
| Einwohner                                         |                                                   | 1029                                              | 2053                                              | 3709                                              | 5042                                              | 6486                                              | 4487                                              | 4497                                              | 4439                                              | 5491                                              |
| Jahr                                              | 1900                                              | 1910                                              | 1920                                              | 1930                                              | 1940                                              | 1950                                              | 1960                                              | 1970                                              | 1980                                              | 1990                                              |
| Einwohner                                         | 5501                                              | 5311                                              | 5475                                              | 5609                                              | 6044                                              | 6649                                              | 6897                                              | 6685                                              | 6485                                              | 6746                                              |
| Jahr                                              | 2000                                              | 2010                                              | 2020                                              | 2030                                              | 2040                                              | 2050                                              | 2060                                              | 2070                                              | 2080                                              | 2090                                              |
| Einwohner                                         | 6198                                              | 5800                                              | 5961                                              |                                                   |                                                   |                                                   |                                                   |                                                   |                                                   |                                                   |

## Kultur und Sehenswürdigkeiten

### Bauwerke

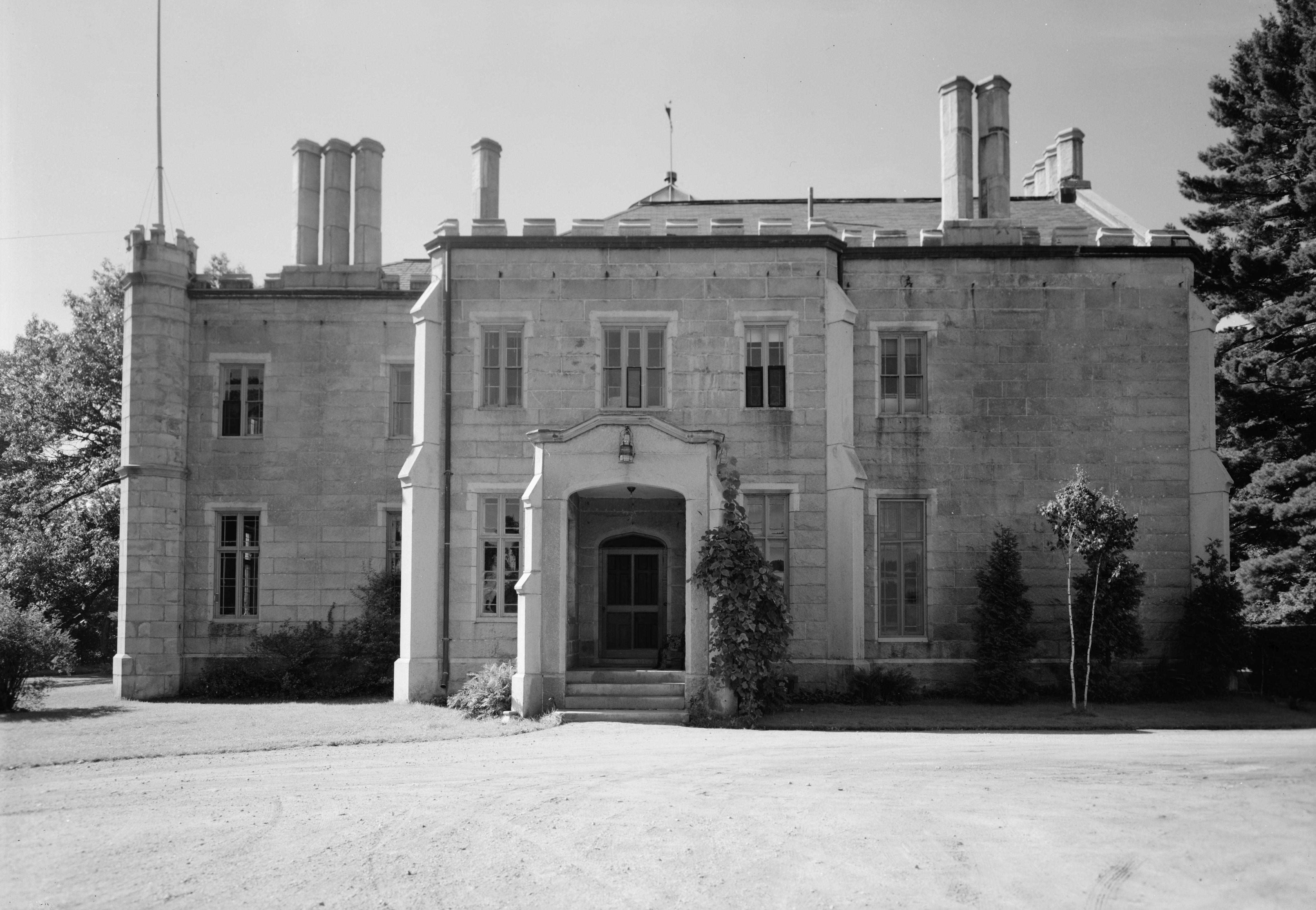
Oaklands

In Gardiner wurde ein Distrikt und eine Reihe von Gebäuden unter Denkmalschutz gestellt und ins National Register of Historic Places aufgenommen:
Als Distrikt wurde unter Denkmalschutz gestellt:
- Gardiner Historic District, aufgenommen 1980, Register-Nr. 80000233

Weitere Gebäude:
- Christ Episcopal Church, aufgenommen 1973, Register-Nr. 73000129
- Gardiner Railroad Station, aufgenommen 1982, Register-Nr. 82000423
- Laura Richards House, aufgenommen 1979, Register-Nr. 79000151
- Edwin Arlington Robinson House, aufgenommen 1972, Register-Nr. 71000070
- Oaklands, aufgenommen 1973, Register-Nr. 73000131

Ein herausragendes historisches Gebäude in South Gardiner ist das Oaklands. Gebaut von Robert Hallowell Gardiner 1835 bis 1837 auf einem Grundstück, welches sein Großvater, der Gründer von Gardiner, Sylvester Gardiner erworben hatte. Dieses Gebäude ersetzte ein Gebäude aus dem späten 18. Jahrhundert, welches zuvor abgebrannt war.

## Wirtschaft und Infrastruktur

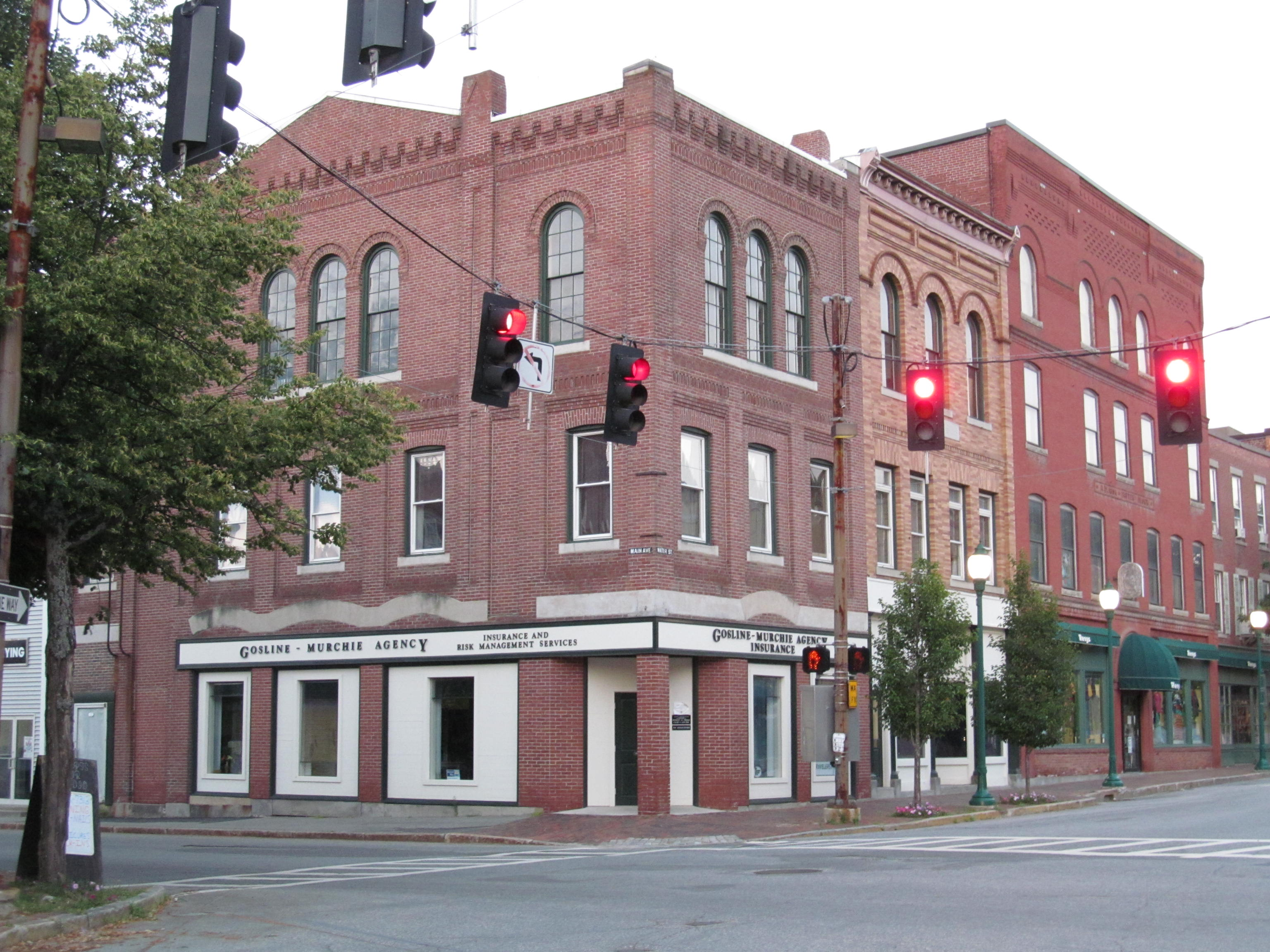
Downtown Gardiner

Neben der Gardiner Main Street mit Geschäften, Restaurants und kulturellen Angeboten, befindet sich am Libby Hill der Gardiner's Libby Hill Business Park.

### Verkehr
Die Portland and Kennebec Railroad erreichte Gardiner im Dezember 1851, mit der Strecke Brunswick–Gardiner. Die Straßenbahn Augusta reichte im Jahr 1890 bis Gardiner. Heute gibt es in Gardiner eine Station der Bahnstrecke Brunswick–Skowhegan und der Bahnstrecke Gardiner–Copsecook Mills. Die Interstate 295 und der US Highway 201 führen durch die City.

## Öffentliche Einrichtungen

### Bildung
Gardiner gehört zusammen mit Pittston, Randolph und West Gardiner zum Maine School Administrative District #11. Zu diesem Schulbezirk gehören die Gardiner Area High School, Gardiner Regional Middle School und die Elementary School Helen Thompson School, Laura E. Richards School, Pittston Consolidated School, River View Community School und Teresa C. Hamlin School.
Die Gardiner Public Library ist die öffentliche Bücherei in Gardiner.

### Friedhöfe
In Gardiner gibt es dreizehn Friedhöfe: Elk Cemetery II, Cherry Hill Cemetery, Babbs Cemetery, Cross Hill Cemetery, Sampson Cemetery, Friends Cemetery, Howard Cemetery, St Joseph Cemetery, Friends Cemetery, West Street Cemetery, Libby Hill Cemetery, Riverside Cemetery,. Zu den ältesten gehört der 1844 gegründete Oak Grove Cemetery.

## Persönlichkeiten

### Söhne und Töchter der Stadt
- Charles R. Clason (1890–1985), Abgeordneter
- Burton M. Cross (1902–1998), 61. und 63. Gouverneur von Maine
- William Diamond (* 1945), Senator
- John W. Heselton (1900–1962), Abgeordneter
- Horace A. Hildreth (1902–1988), 59. Gouverneur von Maine
- William Clark Noble (1858–1938), Bildhauer
- John Reed Swanton (1873–1958), Anthropologe
- Dorothy Clarke Wilson (1904–2003), Schriftstellerin

### Persönlichkeiten, die vor Ort gewirkt haben
- Robert Hallowell Gardiner (1855–1924), Rechtsanwalt und Ökumeniker
- Silvester Gardiner (1708–1786), Arzt und Gründer von Gardiner
- James Parker (1768–1837), Arzt und Politiker
- Charles A. White (1828–1898), Politiker und Postmaster von Gardiner